# Куитлауак (муниципалитет)
Куитлауак (исп. Cuitláhuac) — муниципалитет в Мексике, штат Веракрус, расположен в Горном регионе. Административный центр — город Куитлауак. Муниципалитет назван в честь Куитлауака — одного из последних правителей государства ацтеков, организовавшего сопротивление испанским завоевателям.